# Frederic Friedel
Frederic Friedel, nemški filozof, matematik, jezikoslovec in novinar, * 1945.

## Življenje
Friedel je študiral filozofijo, matematiko in jezikoslovje v Hamburgu in Oxfordu. Po univerzitetni karieri je postal znanstveni novinar na nemški televiziji, specializiran za računalnike in umetno inteligenco. Vodi internetno stran www.chessbase.com. Med letoma 1983 in 2004 je bil urednik največje revije za računalniški šah Computerschach & Spiele, ki je nedavno postala spletna publikacija .
Bil je znanec mnogih najboljših svetovnih šahistov, med njimi Kasparova, Ananda, Kramnika, Leka, Topalova, Svidlerja, Shorta, sester Polgar in mnogo drugih. 